# Naturschutzgebiet Asbachtal

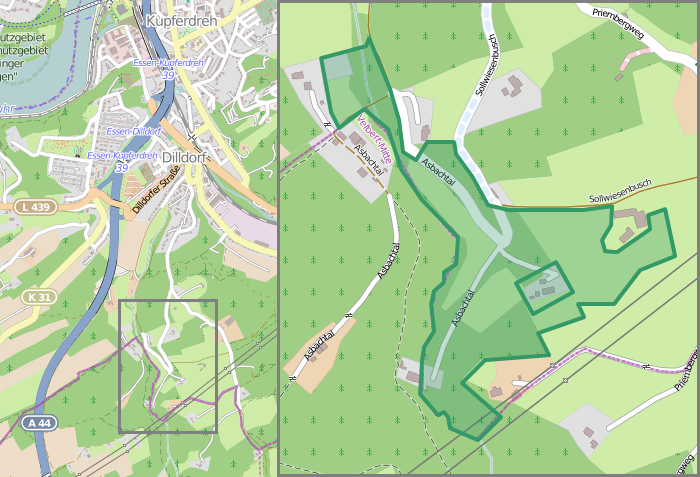
Lage in Essen-Kupferdreh

Das Naturschutzgebiet Asbachtal ist ein Naturschutzgebiet im Essener Stadtteil Kupferdreh an der Grenze zu Velbert.

## Beschreibung
Das Schutzgebiet umfasst die Täler des namengebenden Asbaches und eines schmalen Nebenbaches, dessen Quelle und Mündung ebenfalls im Schutzgebiet liegen. Der Asbach stellt zugleich die westliche Schutzgebietsgrenze und die Grenze zur Nachbarstadt Velbert dar. Nach Westen, auf Velberter Gebiet, schließt sich ein Buchenwald an, östlich geht das Schutzgebiet in intensiv genutztes Weideland über.
Durch das Naturschutzgebiet führen einige wenige einspurige Straßen, die als Anliegerstraßen im Schutzgebiet liegende Gehöfte anbinden. Auch der Wanderweg Ⓚ Kupferdreher Rundweg verläuft – auf diesen Straßen – durch das Gebiet.

### Galerie

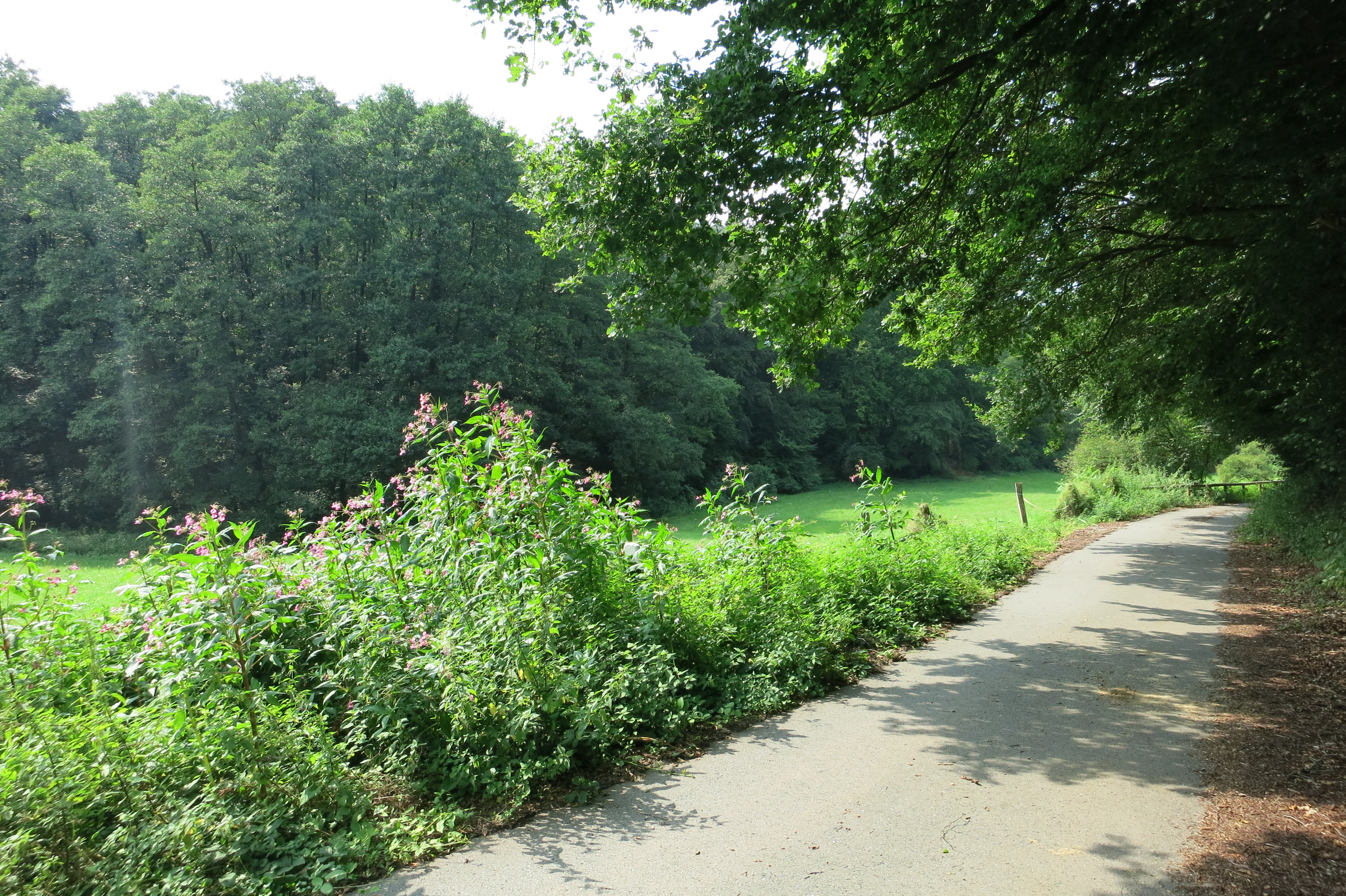
Straße Asbachtal durch das Schutzgebiet
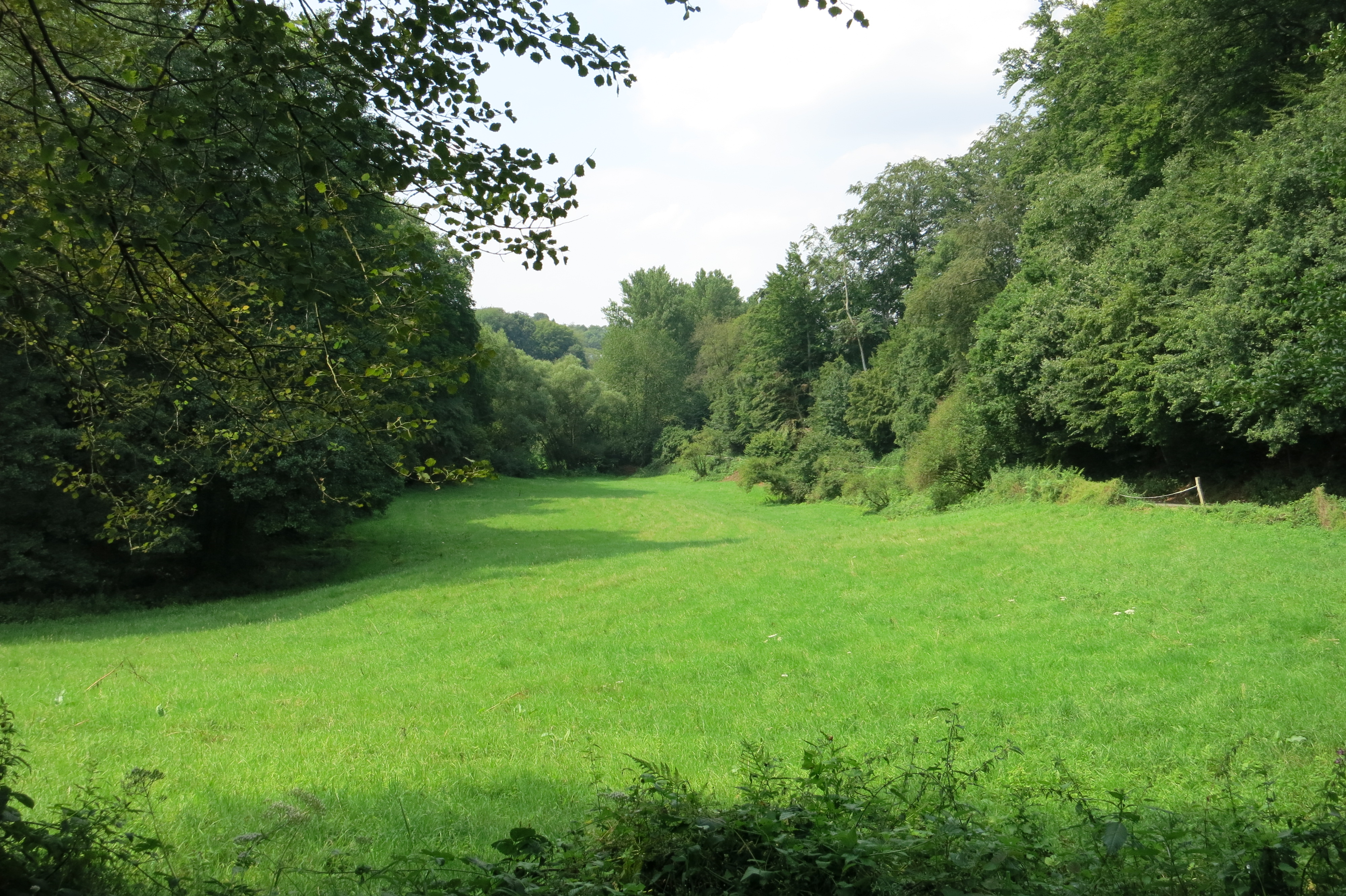
Blick in das Tal, links im Gehölz der Asbach
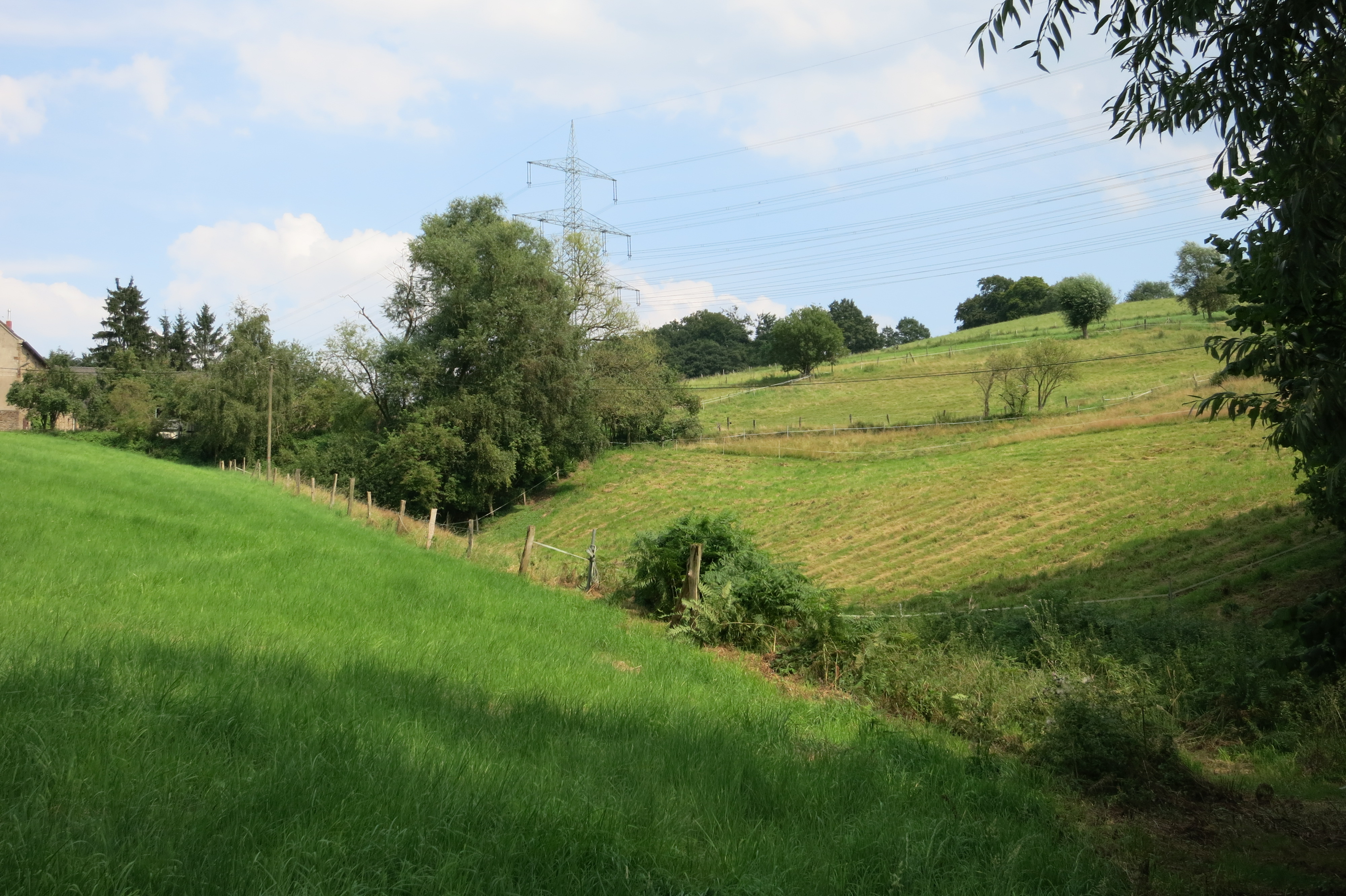
Blick in das Seitental des Nebenbaches
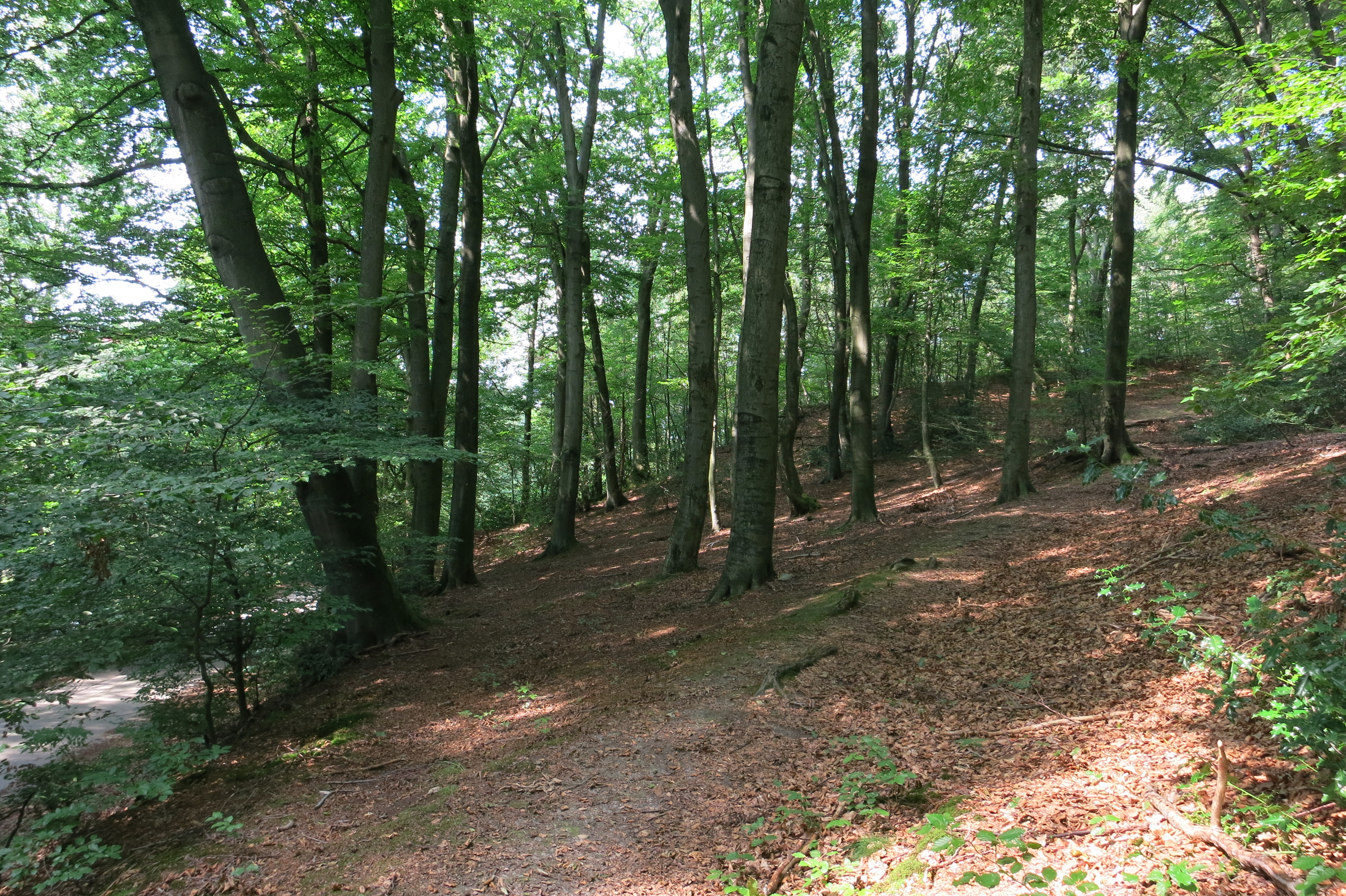
Buchenwald oberhalb der Straße Asbachtal
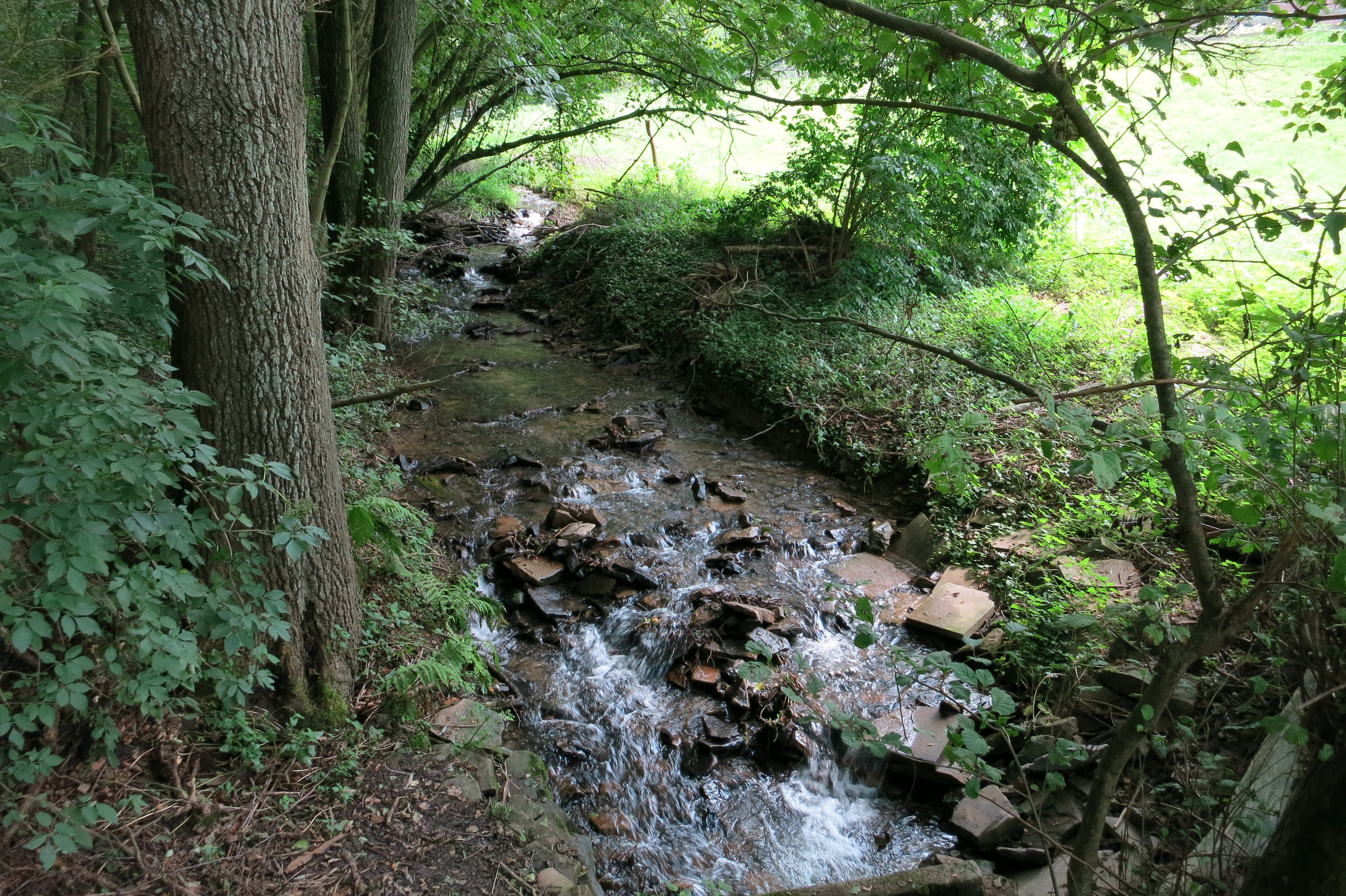
Der Asbach
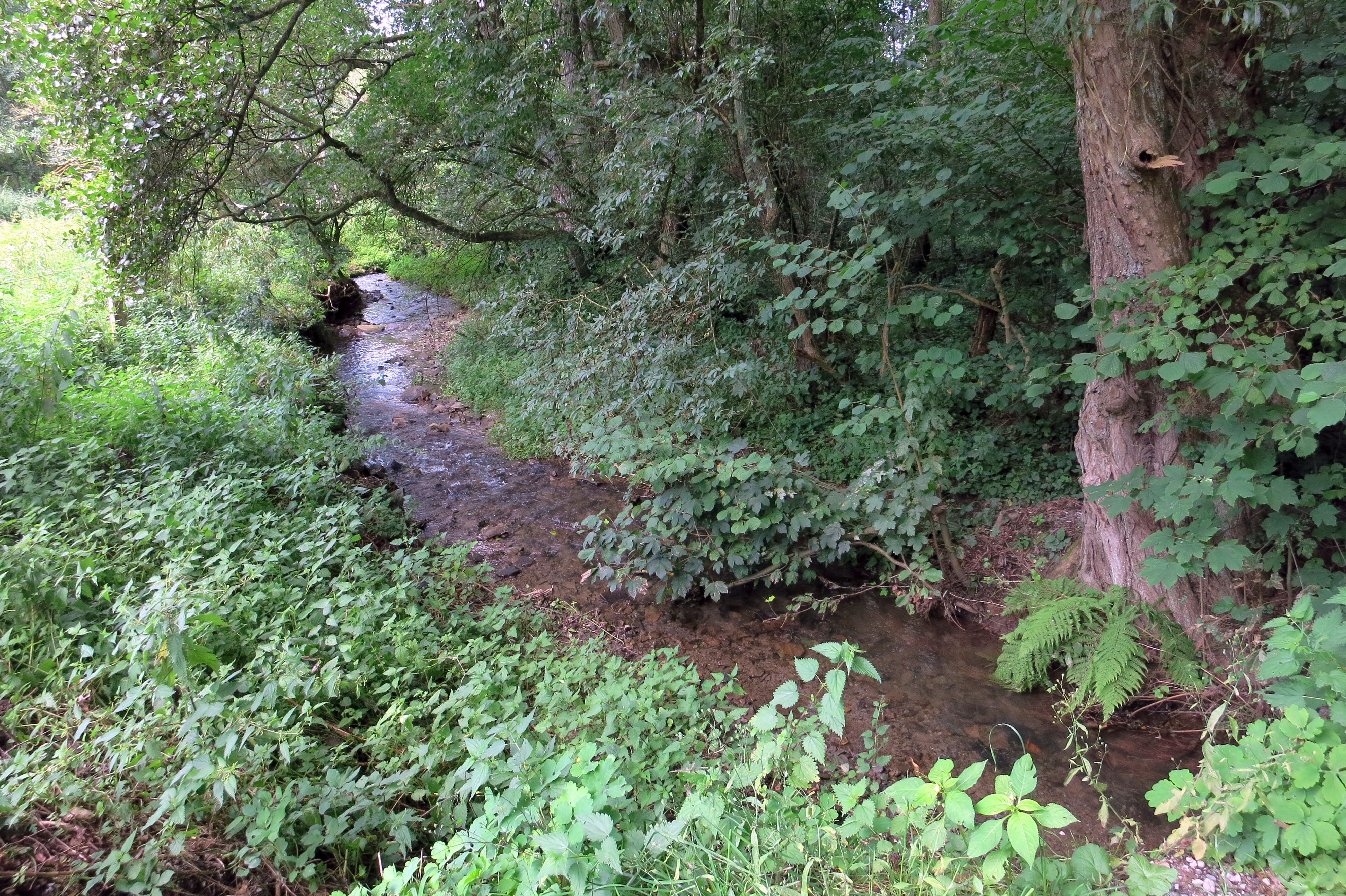
Der Asbach

## Schutzwürdige Biotope und Arten
Der als „naturnah“ eingestufte Bachlauf des Hauptbaches wird im oberen Teil von Feuchtgebieten begleitet, die extensiv als Weideland bewirtschaftet werden; die teilweise trockeneren Wiesen im unteren Teil werden als Pferdeweiden genutzt. Auch der Nebenbach ist von intensiv genutztem Grünland umgeben. Über das gesamte Gebiet verteilt finden sich unterschiedliche Hecken- und Gehölzstrukturen sowie eine von Buchenwald bestandene Hangfläche. Das Schutzgebiet ist mit seinem weitgehend intakten Bachökosystem Lebensraum für zahlreiche schutzwürdige und gefährdete Tier- und Pflanzenarten; unter den hier beobachteten Vögeln finden sich mehrere Rote-Liste-Arten.
Als wertbestimmend gilt daher „der gesamte Biotopkomplex mit seiner abwechslungsreichen Kleinstruktur“, einem „Mosaik aus Weiden, Feuchtbereichen, Gehölzen und Wald“. Auch die Bedeutung des Schutzgebietes für den Biotopverbund grünlandgenutzter Bachtäler im Essener Süden wird hervorgehoben.

## Schutzziele
Als Schutzziel wird der „Erhalt eines grünlandgenutzten Bachtals mit Feuchtbereichen als Lebensraum für viele Tier- und Pflanzenarten“ genannt. Als Gefährdung gelten die intensive Beweidung und Grünlandbewirtschaftung und die damit einhergehende Eutrophierung sowie die durch Besucher verursachten Trittschäden.